# 山口県道230号伊佐吉部山口線
山口県道230号伊佐吉部山口線（やまぐちけんどう230ごう いさきべやまぐちせん）は、山口県美祢市から山口市に至る一般県道である。

## 概要
美祢市伊佐町伊佐から山口市江崎に至る。路線名にある吉部（きべ）は、途中の宇部市吉部地区のことを指す。
大半の区間が1車線道路であり、起点側（国道490号以東）に大型車の通行が困難な区間が点在する。幸の橋交差点 - 岡屋交差点間は、旧国道190号（後に国道9号へ編入）の区間である。

### 路線データ
- 起点：美祢市伊佐町伊佐（国道435号交点）
- 終点：山口市江崎（岡屋交差点、小郡道路 岡屋IC、国道2号交点、国道190号起点）

## 歴史
- 1958年（昭和33年）10月1日 - 山口県告示第644号の2により認定される。
- 1972年（昭和47年） - 山口県の県道番号再編により現行の路線番号に変更される。
- 2004年（平成16年）11月1日 - 沿線にあった厚狭郡楠町が宇部市に編入される。

## 路線状況

### 重複区間
- 山口県道30号小野田美東線（宇部市大字東吉部）
- 国道490号（宇部市大字小野）
- 山口県道335号江崎陶線（山口市嘉川 - 山口市江崎・幸の橋交差点）

### 道路施設

#### 橋梁
- 小野大橋（小野湖（厚東川）、宇部市大字櫟原（いちいばら） - 宇部市大字小野）

## 地理

### 通過する自治体
- 山口県
  - 美祢市 - 宇部市 - 山口市

### 交差する道路
| 交差する道路                                 | 市町村名 | 交差する場所           | 交差する場所             |
| -------------------------------------------- | -------- | ---------------------- | ------------------------ |
| 国道435号                                    | 美祢市   | 伊佐町伊佐             | 起点                     |
| 山口県道30号小野田美東線 重複区間起点        | 宇部市   | 大字東吉部             |                          |
| 山口県道30号小野田美東線 重複区間終点        | 宇部市   | 大字東吉部             |                          |
| 山口県道217号小野木田線                      | 宇部市   | 大字如意寺（にょいじ） |                          |
| 国道490号 重複区間起点                       | 宇部市   | 大字小野               |                          |
| 国道490号 重複区間終点                       | 宇部市   | 大字小野               |                          |
| 山口県道6号山口宇部線 / E2 山口宇部道路      | 山口市   | 嘉川                   | [ 注釈 1 ]               |
| 山口県道335号江崎陶線 重複区間起点           | 山口市   | 嘉川                   |                          |
| 山口県道335号江崎陶線 重複区間終点           | 山口市   | 江崎                   | 幸の橋交差点             |
| 国道2号 / E2 小郡道路 国道9号 重複 国道190号 | 山口市   | 江崎                   | 岡屋交差点 / 終点 岡屋IC |

### 交差する鉄道
- 山陽新幹線
- 山陽本線

### 沿線
- E2A 中国自動車道 35 美祢IC（起点付近）
- 宇部市立吉部小学校
- 厚東川ダム（小野湖）
- 小野郵便局

### 峠
- 長尾峠（宇部市小野 - 宇部市棯小野〔うつぎおの〕間）